# Terrifier (film)
Série Terrifier
Terrifier 2
(2022)
Pour plus de détails, voir Fiche technique et Distribution.
Terrifier est un film d'horreur américain réalisé par Damien Leone, sorti en 2016. Une suite, Terrifier 2, est sortie en 2022.
Le film se déroule pendant la nuit d'Halloween, où plusieurs jeunes femmes tentent d'échapper à un meurtrier déguisé en clown. Ce dernier prend un plaisir sadique à mutiler atrocement ses victimes.

## Synopsis
Durant une émission de télé, Monica Brown interviewe une femme défigurée par un mystérieux tueur habillé en Pierrot, Art le Clown. La présentatrice explique que le corps du meurtrier a disparu de la morgue, suggérant qu'il est toujours en vie, bien que la femme insiste sur le fait qu'Art est bel et bien mort. Art, qui regarde l'émission, casse sa télé et se déguise tout en mettant diverses armes dans un sac poubelle. Après l'émission, Monica se moque de son invitée qui s'infiltre dans sa loge, la tue en insérant ses pouces dans ses yeux, et se met à rire comme une folle.
Après une soirée d'Halloween, Tara et Dawn, deux étudiantes, s'apprêtent à prendre leur voiture et rencontrent Art. Le clown les suit jusqu'à une pizzeria d'où il est jeté dehors par le patron après avoir écrit sur les murs des toilettes avec ses excréments. À leur retour, les filles constatent que l'un des pneus de leur voiture est crevé et Tara appelle sa soeur Victoria pour qu'elle vienne les chercher. De son côté, Art tue les deux gérants du restaurant.
Ayant besoin d'aller aux toilettes, Tara demande à un dératiseur, Mike, si elle peut utiliser celles du bâtiment désaffecté où il s'apprête à travailler. L'homme accepte et Tara rencontre une SDF un peu folle qui transporte un bébé en porcelaine, qu'elle prend pour sa fille. Restée dans la voiture, Dawn apprend que la police a découvert le corps des restaurateurs mais se retrouve nez à nez avec Art. Il lui fait prendre une drogue qui l'endort. Le clown entre dans le bâtiment et, après un jeu macabre du chat et de la souris, finit par droguer également Tara.
La jeune femme se réveille, ligotée et bâillonnée et est obligée de voir son amie, également ligotée et bâillonnée, être découpée vivante par Art. Tara s'enfuit à nouveaux et réussit à blesser Art, mais le clown la tue avec un pistolet sous les yeux de la SDF qui court à l'étage prévenir Mike. L'exterminateur ne la croit pas et appelle son collègue, Will. Art l'assomme avec un marteau et disparait. Voulant retrouver sa poupée, la SDF s'aventure dans les sous-sols où elle trouve le clown en train de la bercer. Le suppliant de la lui rendre, elle cajole Art qui semble s'assagir.
Victoria (qui ne se doute pas qu'Art a pris le téléphone de sa soeur) entre dans le bâtiment où elle découvre le corps de Dawn. En se penchant vers une femme inconsciente, elle est prise en chasse par Art qui a mutilé la SDF pour lui prendre sa peau. Will arrive à ce moment-là mais se fait tuer par le clown, et Art commence à battre Victoria avec un fouet, juste à côté du cadavre de sa soeur. Mike assomme le clown et s'enfuit avec la jeune femme en état de choc. Il prévient la police, mais Art le tue et Victoria se réfugie dans un garage où le clown n'arrive pas à l'atteindre. Le tueur percute alors Victoria avec la voiture des dératiseurs juste avant que deux policiers n'arrivent sur les lieux. Art fait mine de se rendre mais se suicide d'une balle en pleine tête. Victoria, dont le visage a été mangé par le clown, est conduite à l'hôpital.
Les corps sont emmenés à la morgue mais Art ressuscite et tue le médecin légiste. Un an plus tard, Victoria sort de l'hôpital et s'apprête à participer à l'émission de Monica faisant le lien avec le début du film.

## Fiche technique
Sauf indication contraire, les informations mentionnées dans cette section peuvent être confirmées par la base de données cinématographiques IMDb,  présente dans la section « Liens externes ».
- Titre original : Terrifier
- Réalisation et scénario : Damien Leone
- Musique : Paul Wiley
- Photographie : George Steuber
- Montage : Damien Leone
- Production : Phil Falcone, Damien Leone et George Steuber
- Société de production : Dark Age Cinema
- Société de distribution : Dread Central
- Budget : 35 000 $[1]
- Pays de production :  États-Unis
- Langue originale : anglais
- Genre : horreur, thriller
- Durée : 85 minutes
- Dates de sortie[2] :
  - États-Unis : 15 octobre 2016 (Telluride Horror Show/Horror Film Festival)[3] ; 15 mars 2018 (sortie nationale)
  - France : 9 décembre 2021 (Insomnia)[4],[5]
- Classification :
  - États-Unis : Unrated
  - France : Interdit aux moins de 16 ans

## Distribution
- David Howard Thornton : Art le Clown
- Samantha Scaffidi (en) (VF : Elisabeth Marie) : Victoria « Vicky » Heyes, sœur de Tara
- Jenna Kanell (en) (VF : Héloïse Chettle) : Tara
- Catherine Corcoran (VF : Juliette Verdier) : Dawn, meilleure amie de Tara
- Katie Maguire (VF : Magali Mestre) : Monica Brown
- Pooya Mohseni (VF : Fanny Gatibelza) : la femme folle
- Matt McAllister (VF : Axel Pech) : Mike
- Michael Leavy (VF : Julien Chettle) : Will
- Sylvia Ward : Jessica
- Margaret Reed : Mme Heyes

## Production

### Genèse et développement
Le personnage d'Art le Clown apparaît pour la première fois dans le court métrage The 9th Circle (2008) dans un rôle secondaire. Écrit et réalisé par Damien Leone, ce dernier fera plus tard un second court métrage intitulé Terrifier (2011), dans lequel on retrouve Art en tant qu'antagoniste principal. Ces deux courts sont ensuite intégrés dans le film à sketches All Hallows' Eve, premier format long du réalisateur.
En 2015, Leone lance une campagne sur le site de financement participatif Indiegogo afin de financer Terrifier, long métrage dérivé de All Hallows' Eve. Après avoir vu la déclaration sur Indiegogo, le réalisateur Phil Falcone a alloué les fonds nécessaires au projet en contrepartie du rôle de producteur,.

### Attribution des rôles

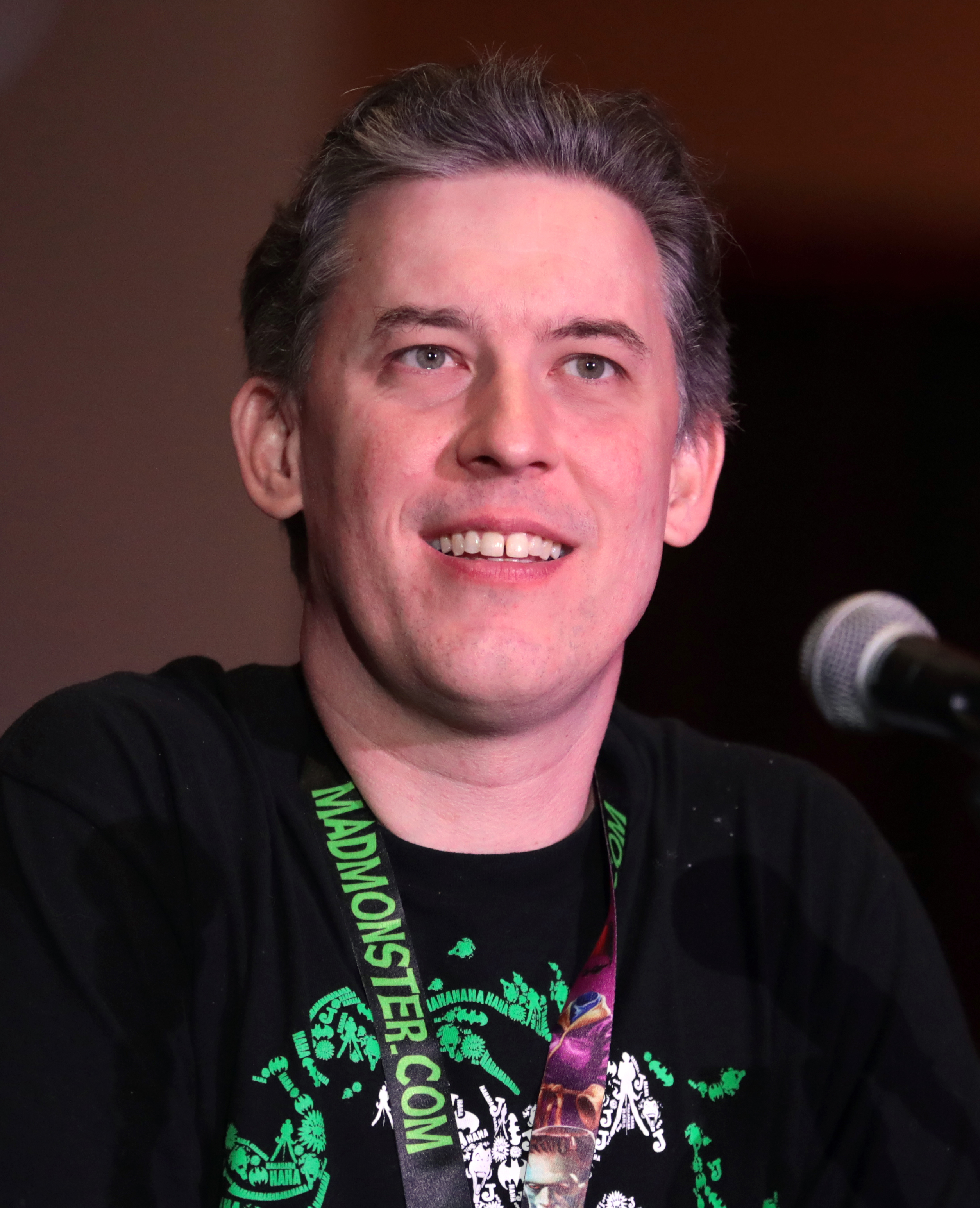
David Howard Thornton.

Dans The 9th Circle, le court métrage Terrifier, et All Hallows' Eve, Art le Clown est joué par Mike Giannelli,, qui refuse de reprendre le rôle parce qu'il ne souhaitait pas poursuivre une carrière d'acteur. Il est alors remplacé par David Howard Thornton, engagé après avoir improvisé la scène de meurtre en mime.
Damien Leone rencontre ensuite Samantha Scaffidi qui a hésité à signer à cause du scénario qu'elle a qualifié de « grotesque » et « horrifiant », puis le réalisateur lui propose de choisir entre les personnages de Dawn et de Victoria : elle opte pour Victoria parce qu'elle se sentait concernée par le personnage.

### Tournage
Le tournage commence en 2016, et a lieu à New York pour la pizzeria Andys Deer Hills et à Los Angeles pour le vieux bâtiment Nate Starkman & Son.

## Festivals et sorties
Le film est présenté en avant-première mondiale au Telluride Horror Show Film Festival en octobre 2016, ainsi qu'au Horror Channel FrightFest en octobre 2017. Dread Central et Epic Pictures l'ont repris, par la suite, pour une sortie limitée en 2018.
Selon les informations annoncées en avril 2023, Terrifier sort dans 700 salles obscures, le 19 juillet 2023,.

## Édition en vidéo
Le film est sorti en DVD le 24 mai 2023 puis en Blu-ray le 13 décembre de la même année, uniquement en VOSTFR. Le 1er octobre 2025, le film ressort en coffret trilogie avec ses deux suites, Terrifier 2 et Terrifier 3.